# Apitaik
Apitaik is een bestuurslaag in het regentschap Oost-Lombok van de provincie West-Nusa Tenggara, Indonesië. Apitaik telt 10.769 inwoners (volkstelling 2010).